# 台18線
台18線，位於臺灣的一條省道，起自嘉義縣太保市東勢寮，經嘉義市，訖於南投縣信義鄉玉山國家公園塔塔加遊客中心（台21線終點），全長108.559公里。其中太保至嘉義市世賢路路口名為高鐵大道，提供往來高鐵嘉義站與嘉義市間最直接之服務、嘉義市至塔塔加路段為新中橫公路嘉義玉山線，為駕車前往阿里山的主要通道，俗稱阿里山公路，連接阿里山國家風景區各景點以及玉山國家公園，並與台21線共同構成玉山景觀公路。
- 台18線是嘉義通往阿里山的重要道路而有「阿里山公路」之名，並直達森林遊樂區的大門口。
- 台18線71K受八八風災重創，公路總局建造芙谷峩橋跨越崩塌路段。

## 歷史沿革

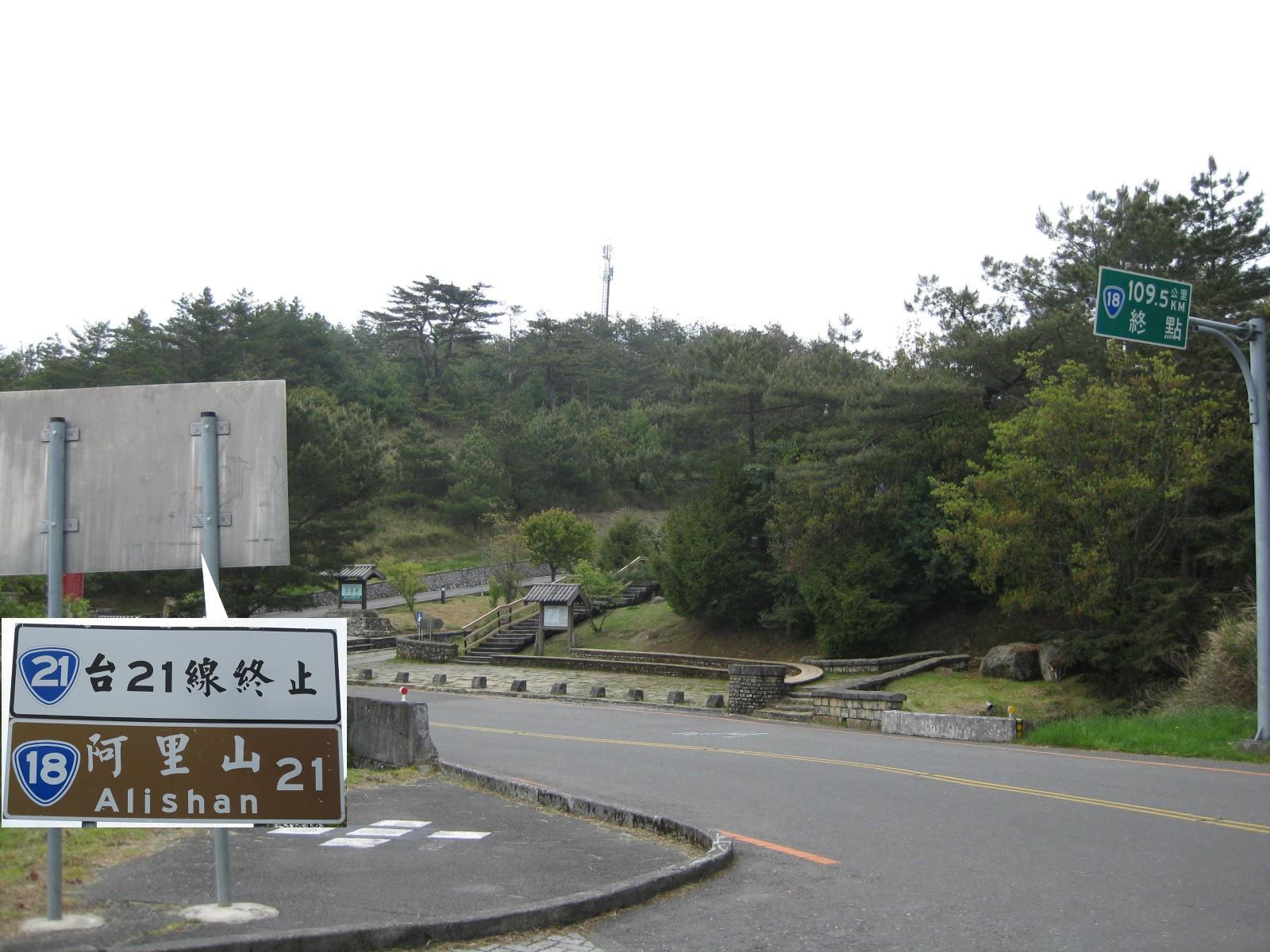
台18線的通車終點位於塔塔加，與台21線相接，為新中橫停建案的見證之地。

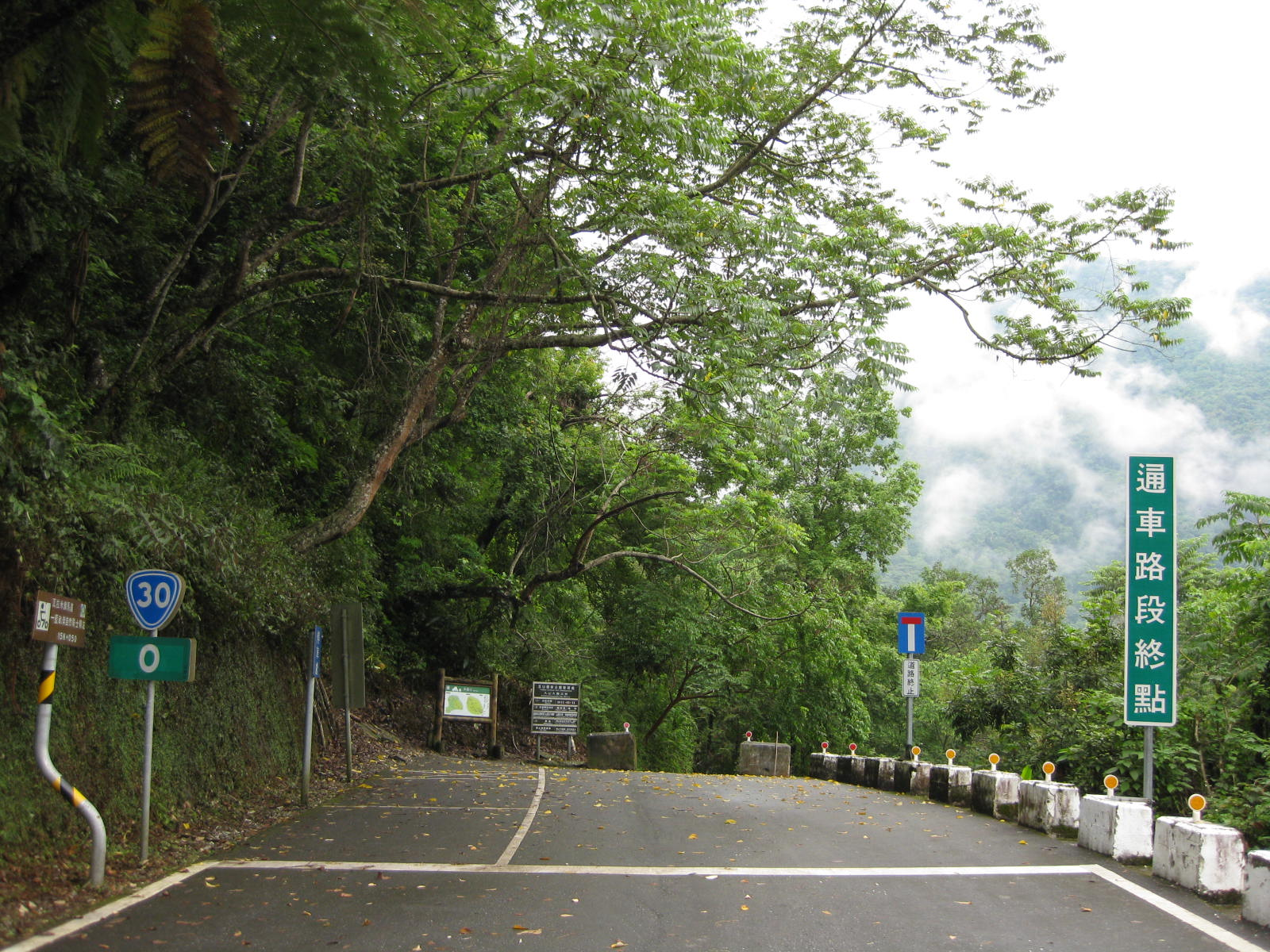
瓦拉米步道口原是台18線192K，玉長公路通車後，被改為台30線0K起點之處，為新中橫停建案的見證之地。

### 清朝及日治時期
清朝時期，記載自嘉義縣城至觸口有道路可通行；日治時期嘉義中埔道路列為指定道路。自1910年代起，日本政府修築竹崎新高道路（經十字路、阿里山）、嘉義十字路道路（經山美、里佳、達邦）等理番道路深入大阿里山區，以加強對山區鄒族原住民的控制。日治時期所興闢的理番道路有部分路段成為今日台18線或大阿里山地區其他道路之一部分。

### 1962年臺灣公路第一次整編
1962年整編之第一批省道路網，並未包含台18線。當時自嘉義市吳鳳北路、林森西路口至嘉義縣中埔鄉後庄路段屬於縣道165線（嘉白公路，今市道165號）首段，另有一支線縣道165甲線，自後庄起至中埔市區銜接台3線，縣道165甲線即為日治時期之嘉義中埔道路。1970年新編台18線北寮～池上 南部橫貫公路（即今台20線） 。

### 1978年臺灣公路第二次整編
當時新中橫公路計畫首度公諸於世，新編之台18線即新中橫公路嘉義玉山線與玉里玉山線。自嘉義市起，經阿里山、玉山至花蓮縣玉里鎮止，全長約209公里。其中嘉義玉山線全線與玉里玉山線山風至玉里路段為優先興建路段。1982年9月30日嘉義玉山線通車，自此之後阿里山首度有公路可直接服務，然而卻也搶走了阿里山林鐵本線的客源與貨源，造成阿里山林鐵營收自此開始出現嚴重赤字。而原市道165號嘉義市路段與縣道165甲線嘉義縣中埔鄉後庄至頂六段與台18線合併（頂六至中埔市區改為鄉道）。由於玉山國家公園成立，基於環境保護與生態保育因素，台18線塔塔加至山風路段宣布停建，形成未成線，台18線長期分隔為東西二路段無法互通。
台18線為新中橫公路計畫興建一部分，隸屬於嘉義玉山線，又稱為嘉義玉山段，西起於嘉義後庄，東迄於東埔山埡口（今塔塔加），全長90.2公里。全線橫跨嘉義縣中埔、番路、竹崎、阿里山等四鄉以及南投縣信義鄉，並以觸口分成平地與山區兩路段：觸口以西是利用原有道路進行改善，其行經後庄、頂六、吳鳳廟，越過八掌溪後，抵達觸口，此路段計長16.8公里；觸口以東屬於山區路段，僅在20K～24K與60K～66K為新闢成道路，以及從72K開始之路段，乃利用原有的運材鐵道新闢成道路，其餘路段皆利用原有道路進行改善，其行經觸口、龍美（瀨頭）、隙頂、石桌、十字路、阿里山、自忠、新高口，抵達終點東埔山埡口止，此路段計長73.4公里。當通車後，嘉義玉山線在省道系統中，與玉里玉山線同被編入台18線。歷經調整與變更後，現今台18線位於太保至塔塔加之路段。嘉義玉山線正因是嘉義通往阿里山的道路，故稱為「阿里山公路」。

### 近年改變
2006年10月16日行政院公告將太保至嘉義50米計畫道路（即高鐵大道）併入台18線，並將終點更改為塔塔加，亦即註銷塔塔加至山風之計畫路線，也是第一條遭到註銷之省道計畫線。沿線里程標誌增約13公里。而東段併同2007年6月16日通車之玉長公路合併納編為台30線。

## 行經鄉鎮市區
| 嘉義縣        | 太保市   | 東勢寮                              | 0.000                           | 嘉58-1線 · 高鐵大道     | 公路起點                     |
| 嘉義縣        | 太保市   | 後溝尾                              | －                              | 嘉58線                  |                              |
| 嘉義縣        | 太保市   | 後溝尾                              | 0.945                           | 台37線                  |                              |
| 嘉義縣        | 太保市   | 新埤                                | －                              | 嘉49線                  |                              |
| 嘉義縣        | 太保市   | 魚寮                                | －                              | 嘉64線                  |                              |
| 嘉義縣        | 太保市   | 魚寮                                | －                              | 嘉63線                  |                              |
| 嘉義縣        | 太保市   | －                                  |                                 |                         |                              |
| 嘉義縣        | 太保市   | － 跨越國道一號、埤麻腳排水與嘉64線 |                                 |                         |                              |
| 嘉義縣        | 太保市   | 埤麻腳                              | 7.596                           | （地區道路）            |                              |
| 嘉義市        | 西區     | 大溪厝                              | －                              | （地區道路）            |                              |
| 嘉義市        | 西區     | 港子坪                              | 11.390                          | 世賢路二段              | 在此右轉向東南延伸           |
| 嘉義市        | 西區     | 劉厝                                | －                              | 台1線                   | 僅東出西入                   |
| 嘉義市        | 西區     | 劉厝                                | 13.323 地下道 穿越友忠路與台1線 |                         |                              |
| 嘉義市        | 西區     | 劉厝                                | －                              | 台1線                   | 僅西出東入                   |
| 嘉義市        | 西區     | － 地下道 穿越縱貫線南段            |                                 |                         |                              |
| 嘉義市        | 西區     | 下路頭                              | 15.350                          | 縣道163號               |                              |
| 嘉義市        | 東區     | 下角仔寮                            | 16.500                          | 吳鳳南路                | 在此右轉吳鳳南路向南延伸     |
| 嘉義市        | 東區     | 17.5                                |                                 |                         |                              |
| 嘉義市        | 東區     | 過溪                                | 17.700                          | （地區道路）            |                              |
| 嘉義縣        | 中埔鄉   | 後庄                                | 18.261                          | 縣道165號               | 起點                         |
| 嘉義縣        | 中埔鄉   | 中庄                                | －                              | 嘉139線                 | 與共線起點                   |
| 嘉義縣        | 中埔鄉   | －                                  |                                 |                         |                              |
| 嘉義縣        | 中埔鄉   | 司公廍                              | －                              | 嘉139線                 | 與共線終點                   |
| 嘉義縣        | 中埔鄉   | 中埔交流道                          | 20.768                          | 國道三號                |                              |
| 嘉義縣        | 中埔鄉   | 頂六                                | －                              | 嘉135線                 | 起點                         |
| 嘉義縣        | 中埔鄉   | －                                  |                                 |                         |                              |
| 嘉義縣        | 中埔鄉   | 金蘭                                | －                              | （地區道路）            |                              |
| 嘉義縣        | 中埔鄉   | －                                  |                                 |                         |                              |
| 嘉義縣        | 中埔鄉   | 義仁                                | －                              | 嘉127線                 | 終點                         |
| 嘉義縣        | 中埔鄉   | 義仁                                | －                              | 嘉132線                 | 起點                         |
| 嘉義縣        | 中埔鄉   | －                                  |                                 |                         |                              |
| 嘉義縣        | 中埔鄉   | 隆興                                | 25.371                          | 台3線                   |                              |
| 嘉義縣        | 中埔鄉   | 隆興                                | －                              | 嘉134-1線               | 嘉134-1線起點                |
| 嘉義縣        | 中埔鄉   | 社口                                | －                              | 嘉132線                 |                              |
| 嘉義縣        | －       |                                     |                                 |                         |                              |
| 嘉義縣        | 番路鄉   | 五虎寮                              | －                              | 嘉126-2線               | 嘉126-2線終點                |
| 嘉義縣        | 番路鄉   | 牛埔                                | －                              | （地區道路）            |                              |
| 嘉義縣        | 番路鄉   | 觸口                                | －                              | 嘉124-1線               | 嘉124-1線終點                |
| 嘉義縣        | 番路鄉   | 觸口                                | －                              |                         |                              |
| 嘉義縣        | 番路鄉   | 觸口                                | 34.093                          | （地區道路）            |                              |
| 嘉義縣        | 番路鄉   | 觸口                                | －                              |                         |                              |
| 嘉義縣        | 番路鄉   | 觸口                                | －                              | （地區道路）            |                              |
| 嘉義縣        | 番路鄉   | 觸口                                | －                              |                         |                              |
| 嘉義縣        | 番路鄉   | 公田                                |                                 |                         |                              |
| 嘉義縣        | 番路鄉   | －                                  |                                 |                         |                              |
| 嘉義縣        | 番路鄉   | －                                  | （地區道路）                    |                         |                              |
| 嘉義縣        | 番路鄉   | －                                  |                                 |                         |                              |
| 嘉義縣        | 番路鄉   | 39.394                              | 嘉130線                         | 起點                    |                              |
| 嘉義縣        | 番路鄉   | －                                  |                                 |                         |                              |
| 嘉義縣        | 番路鄉   | 五彎仔                              | －                              | 嘉130-1線               | 嘉130-1線終點                |
| 嘉義縣        | 番路鄉   | 公興                                | －                              | （地區道路）            |                              |
| 嘉義縣        | 番路鄉   | 龍美                                | 49.762                          | 嘉129線 · 嘉131線       | 起點                         |
| 嘉義縣        | 阿里山鄉 | 沒有主要交會點                      |                                 |                         |                              |
| 嘉義縣        | 番路鄉   | 隙頂                                | 55.103                          | （地區道路）            |                              |
| 嘉義縣        | 番路鄉   | 巃頭                                | 56.700                          | 嘉130線                 | 終點                         |
| 嘉義縣        | 阿里山鄉 | 沒有主要交會點                      |                                 |                         |                              |
| 嘉義縣        | 竹崎鄉   | 石桌                                | 60.959                          | 嘉156線                 | 起點                         |
| 嘉義縣        | 阿里山鄉 | 沒有主要交會點                      |                                 |                         |                              |
| 嘉義縣        | 竹崎鄉   | 石桌                                | －                              | 縣道169號               | 與共線起點                   |
| 嘉義縣        | 竹崎鄉   | 石桌                                | 62.910                          | 縣道159甲線 · 縣道169號 | 終點                         |
| 嘉義縣        | 竹崎鄉   | 石桌                                | －                              | 縣道169號               | 與共線終點                   |
| 嘉義縣        | 阿里山鄉 | 湖底                                | －                              | （地區道路）            |                              |
| 嘉義縣        | 阿里山鄉 | －                                  |                                 |                         |                              |
| 嘉義縣        | 阿里山鄉 | 樂野                                | －                              | （地區道路）            |                              |
| 嘉義縣        | 阿里山鄉 | 70.695                              |                                 |                         |                              |
| 嘉義縣        | 阿里山鄉 | 十字路                              | 76.414                          | （地區道路）            |                              |
| 嘉義縣        | 阿里山鄉 | 阿里山                              | 88.162                          | 嘉專1線                 | 起點                         |
| 嘉義縣        | 阿里山鄉 | 自忠                                | 95.635                          | （無）                  | 公路行經阿里山鄉與信義鄉交界 |
| 南投縣        | 信義鄉   | 自忠                                | 95.635                          | （無）                  | （同上）                     |
| 南投縣        | 信義鄉   | 鹿林神木                            | 101.846                         |                         |                              |
| 南投縣        | 信義鄉   | 石山                                | 104.266                         |                         |                              |
| 南投縣        | 信義鄉   | 塔塔加                              | 108.559                         | 台21線 · 太平巷         | 公路終點 終點                |
| 共線 半套匝道 |          |                                     |                                 |                         |                              |

## 里程表
臺十八線
| 縣市   | 鄉鎮     | 里程數(KM) |
| ------ | -------- | ---------- |
| 嘉義縣 | 全區     | 86         |
| 嘉義縣 | 太保市   | 8.5        |
|        | 中埔鄉   | 10.2       |
|        | 番路鄉   | 28.7       |
|        | 竹崎鄉   | 2.6        |
|        | 阿里山鄉 | 36         |
| 嘉義市 | 全區     | 9.4        |
| 嘉義市 | 西區     | 7.6        |
|        | 東區     | 1.8        |
| 南投縣 | 全區     | 13.1       |
| 南投縣 | 信義鄉   | 13.1       |

資料來源：Google地圖精算

## 解編路段

### 嘉義市區舊線
- 嘉義市東區
  - 忠孝路0.000k（原起點，與台1線岔路）→林森西路（與縣道159號共線）→吳鳳北路→吳鳳南路2.900k（與世賢路四段、南興路交叉路口）

### 未通車段（塔塔加～山風）
- 上東埔（塔塔加）→瓦拉米步道口（山風）
- 南投縣（「八通關—南營地」是沿日治八通關越嶺道計畫闢路）
  - 信義鄉：上東埔(同富村)→塔塔加鞍部→玉山前峰北坡→玉山西峰北坡→玉山北峰西坡→玉山北北峰北坡→玉山北峰東坡(東埔村)→八通關（八通關草原）→八通關山南坡→中央金礦山屋→南營地→尖山隧道（南投高雄交界）
- 高雄市
  - 桃源區梅山里(東北端)：尖山隧道（南投高雄交界）→塔達芬溪谷（高雄花蓮交界）
- 花蓮縣（「意西拉—瓦拉米步道口」是沿日治八通關越嶺道計畫闢路）
  - 卓溪鄉：塔達芬溪谷（高雄花蓮交界）→意西拉(卓清村)→塔達芬→土葛→拉古拉→大分→魯崙→多美麗（十三里）→新康（新崗）→抱崖（山陰）→土沙多（十里）→多土滾（多士袞）→美托利（綠）→瓦拉米（蕨）→黃麻→佳心→山風→瓦拉米步道口（台30線起點、通往玉里）

### 東段（山風～玉里）
- 花蓮縣
  - 卓溪鄉：山風（瓦拉米步道口）192.000k（東段通車起點）→南安197.602k→卓麓199.405k
  - 玉里鎮：客城203.000k→玉里206.586 k（原東段通車終點，與台9線岔路，現為台30線）

## 沿線路名
- 高鐵大道
- 世賢路二－三段
- 吳鳳南路
- 中山路
- 十字路

## 沿線設施與景點
| - 高鐵嘉義站 - 台灣高鐵、 嘉義公車捷運、蔗埕線 - 國立嘉義特殊教育學校 - 嘉義市立玉山國民中學 - 臺中榮民總醫院嘉義分院 - 嘉義市西區興嘉國民小學 - 嘉義市立民生國民中學 - 國立嘉義大學新民校區 - 嘉義市西區志航國民小學 - 嘉油鐵馬道（原中油嘉義溶劑廠支線） | - 嘉義市私立輔仁高級中學 - 嘉義縣中埔鄉和睦國民小學 - 中埔交流道（國道三號） - 嘉義縣中埔鄉頂六國民小學 - 嘉義縣番路鄉黎明國民小學 - 嘉義縣番路鄉隙頂國民小學 - 嘉義縣阿里山鄉十字國民小學 - 十字路車站（阿里山線） - 阿里山國家森林遊樂區 - 玉山國家公園 |

## 外部連結
- 交通部公路總局（页面存档备份，存于）
- 台灣道路發展史，陳俊著，交通部運輸研究所，台北，1987年10月
- 臺灣省省道暨重要縣鄉道路線圖，臺灣省公路局，台北，1964年